# Криштал, Исраэль
Исраэль Криштал (Кристал) (пол. Izrael Kryształ, ивр. ישראל קרישטל‎, нем. и англ. Israel Kristal; (15 сентября (по другим данным, 1 мая) 1903 года, Жарнув, Российская империя — 11 августа 2017 года, Хайфа, Израиль) — верифицированный долгожитель. 19 января 2016 года, после смерти Ясутаро Коидэ, признан старейшим живущим мужчиной на Земле.

## Биография
Родился в еврейской религиозной семье в гмине Жарнув в Польше (тогда в составе Российской Империи), был одним из пяти детей. Отца звали Мозес-Давид Криштал. В три года Исраэль стал учиться в хедере, в четыре стал учить Пятикнижие, в шесть — Мишну.
Мать умерла в 1910 году. Когда началась Первая мировая война, отца призвали в российскую армию, и вскоре он погиб на фронте.
В 1920 году Исраэль переехал в Лодзь, где работал на семейной кондитерской фабрике. В 1928 году Криштал женился, у него родились двое детей.
В 1940 году во время оккупации Польши нацистской Германией он с семьёй был выселен в Лодзинское гетто. Там он работал в своей кондитерской лавке. Двое детей погибли в гетто. В августе 1944 года, с ликвидацией гетто, его с женой отправили в Освенцим, где жена погибла. На момент освобождения из лагеря смерти Криштал весил 33 килограмма, был отправлен в больницу. После выздоровления вернулся в Лодзь и открыл там кондитерскую.
Вторично женился в 1947 году, затем у него родился сын. В 1950 году переехал в Израиль, поселился в Хайфе, там родилась дочь. Вначале работал на кондитерской фабрике, затем открыл собственное дело, производил сладости дома и продавал их в киоске. В 1952 открыл кондитерское предприятие, которое работало до 1970 года, после чего продолжал делать сладости дома.
19 января 2016 года, после смерти японца Ясутаро Коидэ, Кристал стал кандидатом на титул старейшего живущего мужчины на Земле, а после обнаружения в Польше документа 1918 года был официально им объявлен.
1 октября 2016 года отпраздновал праздник бар-мицвы, который не сумел отметить вовремя, в 13-летнем возрасте, из-за Первой мировой войны.